# Việt Nam tại Đại hội Thể thao Đông Nam Á 2013
Việt Nam tham dự Đại hội Thể thao Đông Nam Á 2013 tại Myanmar.

## Thành tích

### Theo hạng huy chương
| Môn thi đấu           | Vàng | Bạc | Đồng | Tổng cộng |
| Điền kinh             | 10   | 11  | 12   | 33        |
| Đấu vật               | 10   | 0   | 2    | 12        |
| Bắn súng              | 7    | 1   | 2    | 10        |
| Vovinam               | 6    | 10  | 2    | 18        |
| Bơi                   | 5    | 5   | 2    | 12        |
| Taekwondo             | 5    | 4   | 3    | 12        |
| Wushu                 | 5    | 3   | 4    | 12        |
| Judo                  | 3    | 7   | 3    | 13        |
| Pencak silat          | 3    | 5   | 1    | 9         |
| Kenpō                 | 3    | 4   | 3    | 10        |
| Karate                | 3    | 3   | 7    | 13        |
| Cờ vua                | 2    | 6   | 1    | 9         |
| Muay                  | 2    | 4   | 4    | 10        |
| Quyền anh             | 2    | 1   | 5    | 8         |
| Bắn cung              | 2    | 1   | 0    | 3         |
| Cử tạ                 | 1    | 5   | 3    | 9         |
| Đua thuyền            | 1    | 3   | 2    | 6         |
| Billiards and Snooker | 1    | 1   | 6    | 8         |
| Đua xe đạp            | 1    | 1   | 3    | 5         |
| Thể hình              | 1    | 1   | 1    | 3         |
| Bi sắt                | 0    | 2   | 8    | 10        |
| Chèo thuyền           | 0    | 2   | 5    | 7         |
| Bóng đá trong nhà     | 0    | 2   | 0    | 2         |
| Bóng bàn              | 0    | 1   | 3    | 4         |
| Bóng chuyền           | 0    | 1   | 1    | 2         |
| Bóng đá               | 0    | 1   | 0    | 1         |
| Cầu lông              | 0    | 0   | 2    | 2         |
| Cầu may               | 0    | 0   | 1    | 1         |
| Tổng cộng             | 74   | 85  | 86   | 245       |

### Danh sách huy chương
| Huy chương | Tên vận động viên | Môn thi đấu           | Nội dung                                    | Ngày        |
| ---------- | --- | --------------------- | ------------------------------------------- | ----------- |
| Vàng       | Nguyễn Trọng Cường | Taekwondo             | Nam hạng dưới 87 kg                         | 21 tháng 12 |
| Vàng       | Hồ Minh Tâm | Vovinam               | Nam hạng 65 kg                              | 21 tháng 12 |
| Vàng       | Nguyễn Thị Kim Hoàng | Vovinam               | Nữ hạng 55 kg                               | 21 tháng 12 |
| Vàng       | Nguyễn Thị Ngọc | Muay                  | Nũ hạng 60 kg                               | 21 tháng 12 |
| Vàng       | Bùi Yến Ly | Muay                  | Nữ hạng 51 kg                               | 21 tháng 12 |
| Vàng       | Lê Dương Lan Phương Trần Thị Mỹ Duyên                                                                                    | Kenpō                 | Kumi Embu (Artistic) Pair Yudansha của nữ   | 21 tháng 12 |
| Vàng       | Đỗ Hồng Ngọc | Kenpō                 | Nữ hạng 48 kg                               | 21 tháng 12 |
| Vàng       | Nguyẽn Thị Quyền Chân | Vovinam               | Nữ hạng 60 kg                               | 20 tháng 12 |
| Vàng       | Lê Huỳnh Châu | Taekwondo             | Nam hạng 63 kg                              | 20 tháng 12 |
| Vàng       | Hồ Ngân Giang | Judo                  | Nam hạng 55–60 kg                           | 19 tháng 12 |
| Vàng       | Văn Ngọc Tú | Judo                  | Nũ hạng 45–48 kg                            | 19 tháng 12 |
| Vàng       | Đỗ Thị Thảo | Điền kinh             | 1500m nữ                                    | 19 tháng 12 |
| Vàng       | Dương Văn Thái | Điền kinh             | 1500m nam                                   | 19 tháng 12 |
| Vàng       | Nguyễn Duy Khánh | Vovinam               | Nam hạng 55–60 kg                           | 19 tháng 12 |
| Vàng       | Trần Khánh Trang | Vovinam               | Nữ hạng 45–50 kg                            | 19 tháng 12 |
| Vàng       | Nguyễn Văn Hùng | Điền kinh             | Chạy ba nam                                 | 19 tháng 12 |
| Vàng       | Dương Thị Việt Anh | Điền kinh             | Nhảy cao nữ                                 | 19 tháng 12 |
| Vàng       | Nguyễn Văn Cường Nguyễn Bình Định Trần Công Tạo Huỳnh Khắc Nguyên                                                        | Vovinam               | Đoàn chân tấn công cho nam                  | 19 tháng 12 |
| Vàng       | Nguyễn Văn Lai | Điền kinh             | 10000m nam                                  | 19 tháng 12 |
| Vàng       | Huỳnh Thống Nhất | Judo                  | Nam hạng dưới 55 kg                         | 18 tháng 12 |
| Vàng       | Vũ Thị Hương | Điền kinh             | 200m nữ                                     | 18 tháng 12 |
| Vàng       | Phạm Thị Thu Hiền | Taekwondo             | Nữ hạng 57–62 kg                            | 18 tháng 12 |
| Vàng       | Phan Thị Kiều Duyên Phạm Thị Mão                                                                                         | Kenpō                 | Kumi Embu (Artistic) Pair Kyu Kenshi của nữ | 18 tháng 12 |
| Vàng       | Nguyễn Đình Toàn Nguyễn Minh Tú                                                                                          | Taekwondo             | Mixed Pair                                  | 18 tháng 12 |
| Vàng       | Nguyễn Thị Lệ Kim Nguyễn Thị Thu Ngân Châu Tuyết Vân                                                                     | Taekwondo             | Đồng đội nữ                                 | 18 tháng 12 |
| Vàng       | Nguyễn Ngọc Trường Sơn                                                                                                   | Cờ vua                | Cá nhân nam                                 | 17 tháng 12 |
| Vàng       | Lê Ngọc Mai Triệu Thi Hoa Hồng Nguyễn Thùy Dung                                                                          | Bắn súng              | 25m đồng đội nữ                             | 17 tháng 12 |
| Vàng       | Đỗ Thị Thảo | Điền kinh             | 800m nữ                                     | 17 tháng 12 |
| Vàng       | Vũ Thị Hương | Điền kinh             | 100m nữ                                     | 17 tháng 12 |
| Vàng       | Nguyễn Văn Lai | Điền kinh             | 5000m nam                                   | 17 tháng 12 |
| Vàng       | Hoàng Quý Phước | Bơi                   | 200m bơi tự do nam                          | 16 tháng 12 |
| Vàng       | Nguyễn Thị Ánh Viên | Bơi                   | 400m hỗn hợp cá nhân nữ                     | 16 tháng 12 |
| Vàng       | Mai Nguyên Hùng Lê Văn Duẩn Trịnh Đúc Tâm Nguyễn Thành Tâm                                                               | Đua xe đạp            | 100 km đồng đội nam                         | December 16 |
| Vàng       | Lê Thị An Trần Thị Sâm                                                                                                   | Đua thuyền            | Đôi nữ                                      | 16 tháng 12 |
| Vàng       | Lộc Thi Đào Đào Trọng Kiên                                                                                               | Bắn cung              | Mixed Team Recurve                          | 16 tháng 12 |
| Vàng       | Nguyễn Tiến Cường | Bắn cung              | Cá nhân nam                                 | 16 tháng 12 |
| Vàng       | Phạm Thị Bình | Điền kinh             | Marathon nữ                                 | 16 tháng 12 |
| Vàng       | Lâm Quang Nhật | Bơi                   | 1500m bơi tự do nam                         | 15 tháng 12 |
| Vàng       | Đặng Đình Tiến | Billiards and Snooker | 1 Cushion Carom Single                      | 15 tháng 12 |
| Vàng       | Hoàng Xuân Vinh Hồ Hoàng Hải Nguyễn Hoàng Phương Trần Quốc Cường                                                         | Bắn súng              | 10m đồng đội nam                            | 15 tháng 12 |
| Vàng       | Nguyễn Thị Yến | Pencak silat          | Nữ hạng 70–75 kg                            | 15 tháng 12 |
| Vàng       | Nguyễn Duy Tiến | Pencak silat          | Nam hạng 75–80 kg                           | 15 tháng 12 |
| Vàng       | Lê Sỹ Kiên | Pencak silat          | Nam hạng 80–85 kg                           | 15 tháng 12 |
| Vàng       | Vũ Thị Nguyệt Ánh | Karate                | Kumite của nữ hạng dưới 50 kg               | 14 tháng 12 |
| Vàng       | Nguyen Van Lam | Bodybuilding          | Men's 70 kg                                 | 14 tháng 12 |
| Vàng       | Hà Thị Linh | Quyền anh             | Nữ hạng 64 kg                               | 14 tháng 12 |
| Vàng       | Lừu Thị Duyên | Quyền anh             | Nũ hạng 51 kg                               | 14 tháng 12 |
| Vàng       | Nguyễn Ngọc Trường Sơn                                                                                                   | Cờ vua                | Cá nhân nam                                 | 14 tháng 12 |
| Vàng       | Nguyễn Minh Châu | Bắn súng              | 10m súng ngắn nữ                            | 14 tháng 12 |
| Vàng       | Lê Thị Hoàng Ngọc Nguyễn Minh Châu Triệu Thi Hoa Hồng                                                                    | Bắn súng              | 10m đồng đội nữ                             | 14 tháng 12 |
| Vàng       | Vũ Thị Hằng | Đấu vật               | Hỗn hợp cá nhân nữ hạng dưới 48 kg          | 13 tháng 12 |
| Vàng       | Cấn Tất Dự | Đấu vật               | Hỗn hợp cá nhân nam hạng dưới 74 kg         | 13 tháng 12 |
| Vàng       | Thạch Kim Tuấn | Cử tạ                 | Nam hạng 56 kg                              | 13 tháng 12 |
| Vàng       | Lăng Thị Hoa | Karate                | Kumite tự do cho nữ hạng trên 68 kg         | 13 tháng 12 |
| Vàng       | Nguyễn Hoàng Ngân | Karate                | Kata tự do cho nữ                           | 13 tháng 12 |
| Vàng       | Hoàng Xuân Vinh Trần Quốc Cường Nguyễn Hoàng Phương                                                                      | Bắn súng              | 50m đồng đội nam                            | 13 tháng 12 |
| Vàng       | Nguyễn Thị Ánh Viên | Bơi                   | 200m bơi ngửa nữ                            | 12 tháng 12 |
| Vàng       | Nguyễn Thị Ánh Viên | Bơi                   | 200m hỗn hợp cá nhân nữ                     | 12 tháng 12 |
| Vàng       | Nguyễn Thị Lụa | Đấu vật               | Hỗn hợp cá nhân nữ hạng dưới 51 kg          | 12 tháng 12 |
| Vàng       | Nguyễn Huy Hạ | Đấu vật               | Men's Free Style -55 kg                     | 12 tháng 12 |
| Vàng       | Nguyễn Thế Anh | Đấu vật               | Hỗn hợp cá nhân nam hạng dưới 60 kg         | 12 tháng 12 |
| Vàng       | Bùi Tuấn Anh | Đấu vật               | Hỗn hợp cá nhân nam hạng dưới 66 kg         | 12 tháng 12 |
| Vàng       | Nguyễn Thành Đạt | Bắn súng              | 50m súng ngắn nam                           | 11 tháng 12 |
| Vàng       | Phạm Thị Loan | Đấu vật               | Hỗn hợp cá nhân nữ hạng dưới 59 kg          | 10 tháng 12 |
| Vàng       | Phạm Thị Huệ | Đấu vật               | Hỗn hợp cá nhân nữ hạng dưới 55 kg          | 10 tháng 12 |
| Vàng       | Phạm Quốc Khánh | Wushu                 | Men's NANGUN                                | 10 tháng 12 |
| Vàng       | Đới Đăng Tiến | Đấu vật               | Greco nam hạng dưới 55 kg                   | 9 tháng 12  |
| Vàng       | Trần Văn Tường | Đấu vật               | Greco nam hạng dưới 66 kg                   | 9 tháng 12  |
| Vàng       | Nguyễn Thị Chinh | Wushu                 | Tán thủ nữ hạng 48 kg                       | 9 tháng 12  |
| Vàng       | Nguyễn Thu Hoài | Wushu                 | Tán thủ nữ hạng 52 kg                       | 9 tháng 12  |
| Vàng       | Hoàng Thị Phương Giang                                                                                                   | Wushu                 | Trường quyền nũ                             | 8 tháng 12  |
| Vàng       | Dương Thúy Vi | Wushu                 | Women's taolu JIANSHU                       | 7 tháng 12  |
| Bạc        | Nguyễn Thùy Dương | Kenpō                 | Nữ hạng 51 kg                               | 21 tháng 12 |
| Bạc        | Bùi Thị Quỳnh | Muay                  | Nữ hạng 48 kg                               | 21 tháng 12 |
| Bạc        | Nguyễn Ngô Triệu Nhật | Muay                  | Nam hạng 51 kg                              | 21 tháng 12 |
| Bạc        | Nguyễn Phú Hiển | Muay                  | Nam hạng 57 kg                              | 21 tháng 12 |
| Bạc        | Phan Thị Ngọc Linh | Muay                  | Nữ hạng 57 kg                               | 21 tháng 12 |
| Bạc        | Đinh Quang Đúc | Taekwondo             | Nam hạng trên 87 kg                         | 21 tháng 12 |
| Bạc        | Lê Tiến Đạt | Bóng bàn              | Đơn nam                                     | 21 tháng 12 |
| Bạc        | Đội tuyển nữ | Bóng chuyền           | Bóng chuyền nữ trong nhà                    | 21 tháng 12 |
| Bạc        | Đặng Hào | Judo                  | Nam hạng dưới 100 kg                        | 21 tháng 12 |
| Bạc        | Nguyễn Thị Như Ý | Judo                  | Nữ hạng dưới 78 kg                          | 21 tháng 12 |
| Bạc        | Dõan Thị Hương Giang | Taekwondo             | Nũ hạng dưới 49 kg                          | 20 tháng 12 |
| Bạc        | Nguyễn Thanh Thảo | Taekwondo             | Nữ hạng dưới 53 kg                          | 20 tháng 12 |
| Bạc        | Trần Anh Tuấn | Vovinam               | Nam hạng dưới 55 kg                         | 20 tháng 12 |
| Bạc        | Lâm Đông Vượng Trần Công Tạo Huỳnh Khắc Nguyên Nguyễn Văn Cường                                                          | Vovinam               | Luyện vũ khí nam                            | 20 tháng 12 |
| Bạc        | Lâm Đông Vượng Trần Thế Thường                                                                                           | Vovinam               | Song luyện mã tấu nam                       | 20 tháng 12 |
| Bạc        | Hứa Lê Cẩm Xũan | Vovinam               | Long hổ quyền nữ                            | 20 tháng 12 |
| Bạc        | Hứa Lê Cẩm Xuân Mai Thị Kim Thùy                                                                                         | Vovinam               | Song luyện kiếm nữ                          | 20 tháng 12 |
| Bạc        | Lê Dương Lan Phương Lê Hoàng Diệu Nguyễn Thanh Bảo Mi Phan Thị Kiều Duyên Phạm Thị Mạo Trần Thị Mỹ Đuyen Lê Thị Thu Hằng | Kenpō                 | Women's Dantai Embu (Artistic) Group 8      | 20 tháng 12 |
| Bạc        | Hoàng Thị Như Ý Đào Thiên Hải                                                                                            | Cờ vua                | Mixed Pair Transfer Blitz                   | 20 tháng 12 |
| Bạc        | Những cô gái vàng | Bóng đá nữ            | Bóng đá nữ                                  | 20 tháng 12 |
| Bạc        | Đội tuyển futsal nữ | Futsal                | Futsal nữ                                   | 20 tháng 12 |
| Bạc        | Đội tuyển futsal nam | Futsal                | Futsal nam                                  | 20 tháng 12 |
| Bạc        | Bùi Thị Hoa | Judo                  | Nũ hạng dưới 63 kg                          | 20 tháng 12 |
| Bạc        | Hứa Lê Cẩm Xuân Phạm Thị Bích Phượng                                                                                     | Vovinam               | Song luyện nữ                               | 19 tháng 12 |
| Bạc        | Mai Thị Kim Thùy | Vovinam               | Tinh hoa lưỡng nghi kiếm pháp nữ            | 19 tháng 12 |
| Bạc        | Nguyễn Đình Lộc | Judo                  | Nam hạng dưới 66 kg                         | 19 tháng 12 |
| Bạc        | Nguyẽn Thanh Hièn | Taekwondo             | Women's -67 kg                              | 19 tháng 12 |
| Bạc        | Phạm Tiến San | Điền kinh             | 3000m tiếp sức nam                          | 18 tháng 12 |
| Bạc        | Nguyẽn Thị Oanh | Điền kinh             | 3000m tiếp sức nữ                           | 18 tháng 12 |
| Bạc        | Đào Văn Thủy | Điền kinh             | Vượt rào nam                                | 18 tháng 12 |
| Bạc        | Nguyẽn Việt Quốc Nguyễn Thanh Bảo Mi                                                                                     | Kenpō                 | Mixed Kumi Embu (Artistic) Pair Kyu Kenshi  | 18 tháng 12 |
| Bạc        | Lê Thị Thu Hằng | Kenpō                 | Women's -57 kg                              | 18 tháng 12 |
| Bạc        | Lê Ngọc Vân Anh Nguyễn Hoàng Cẩm Hạ                                                                                      | Judo                  | Ju-No Kata của nữ                           | 18 tháng 12 |
| Bạc        | Đào Thiên Hải Nguyễn Văn Huy                                                                                             | Cờ vua                | Men's Pair Transfer Blitz                   | 18 tháng 12 |
| Bạc        | Mai Nguyễn Hưng | Đua xe đạp            | 163 km hỗn hợp nam                          | 18 tháng 12 |
| Bạc        | Vũ Thị Hương Nguyễn Thị Ngọc Thắm Mai Thị Phượng Đỗ Thị Quyên                                                            | Điền kinh             | 4x100m tiếp sức nữ                          | 16 tháng 12 |
| Bạc        | Nguyễn Đình Huy Dương Thanh Bình Phạm Minh Chính Nguyễn Văn Linh                                                         | Đua thuyền            | LM2x nam                                    | 16 tháng 12 |
| Bạc        | Phạm Thị Thảo Phạm Thị Hải                                                                                               | Đua thuyền            | LW2x nữ                                     | 16 tháng 12 |
| Bạc        | Trần Văn Hóa | Cử tạ                 | Nam hạng dưới 94 kg                         | 16 tháng 12 |
| Bạc        | Trần Duy Khôi | Bơi                   | 200m hỗn hợp cá nhân nam                    | 13 tháng 12 |
| Bạc        | Nguyễn Thị Ánh Viên | Bơi                   | 400m tiếp sức nữ                            | 13 tháng 12 |
| Bạc        | Lê Quang Trung | Đấu vật               |                                             | 13 tháng 12 |
| Bạc        | Hoàng Quý Phước | Bơi                   | 100m tiếp sức nam                           | 13 tháng 12 |
| Bạc        | Nguyễn Danh Pương Đặng Quốc Bảo                                                                                          | Pencak silat          |                                             | 13 tháng 12 |
| Bạc        | Nguyễn Hoàng Ngân Đõ Thị Thu Hà Nguyễn Thanh Hằng                                                                        | Karate                |                                             | 13 tháng 12 |
| Bạc        | Nguyễn Thành Quang | Chèo thuyền           | MK 500m nam                                 | 12 tháng 12 |
| Bạc        | Nguyễn Thành Đạt Phùng Lê Huyên Nguyễn Duy Hoàng                                                                         | Bắn súng              | 50m đồng đội nam                            | 11 tháng 12 |
| Bạc        | Nguyễn Thị Mai Kiều Thị Hảo Nguyễn Thị Duyên Nguyễn Thị Lệ                                                               | Chèo thuyền           | WK 4 1000m nữ                               | 10 tháng 12 |
| Bạc        | Dương Thúy Vi | Wushu                 | Women's taolu QUIANGSHU                     | 9 tháng 12  |
| Bạc        | Nguyễn Mạnh Quyền | Wushu                 | Men's taolu DAOSHU                          | 9 tháng 12  |
| Bạc        | Bùi Minh Phương | Wushu                 | Women's taolu NANQUAN                       | 7 tháng 12  |
| Đồng       | Huỳnh Thanh Thúy | Kenpō                 | Nữ hạng 54 kg                               | 21 tháng 12 |
| Đồng       | Nguyễn Kim Nguyên | Kenpō                 | Nam hạng 55 kg                              | 21 tháng 12 |
| Đồng       | Nguyễn Thế Thường | Vovinam               | Ngũ môn quyền nam                           | 21 tháng 12 |
| Đồng       | Mai Đình Chiến Trần Thế Thường Phạm Thị Bích Phượng Trần Ngọc Nam                                                        | Vovinam               | Đa luyện vũ khí nữ                          | 21 tháng 12 |
| Đồng       | Mai Hoàng Mỹ Trang | Bóng bàn              | Đơn nữ                                      | 21 tháng 12 |
| Đồng       | Cao Phú Thịnh Nguyễn Xuân Lộc Phan Thế An Vũ Khang Duy                                                                   | Bi sắt                | Men's Triple Match                          | 21 tháng 12 |
| Đồng       | Nguyễn Tấn Công | Judo                  | Nam hạng dưới 75 kg                         | 20 tháng 12 |
| Đồng       | Tô Hải Long | Judo                  | Nam hạng dưới 81 kg                         | 20 tháng 12 |
| Đồng       | Hồ Thị Như Vân | Judo                  | Nữ hạng dưới 57 kg                          | 20 tháng 12 |
| Đồng       | Đội tuyển bóng chuyền nam                                                                                                | Bóng chuyền           | Bóng chuyền nam                             | 20 tháng 12 |
| Đồng       | Lâm Thị Hà Thanh | Taekwondo             | Nữ hạng dưới 57 kg                          | 19 tháng 12 |
| Đồng       | Đào Duy Hoàng Lê Tiến Đạt Dương Văn Nam Nguyễn Văn Ngọc                                                                  | Bóng bàn              | Đồng đội nam                                | 19 tháng 12 |
| Đồng       | Mai Hoàng Mỹ Trang Phan Hoàng Tường Giang Nguyễn Thế Việt Linh Nguyễn Thị Nga                                            | Bóng bàn              | Đồng đội nữ                                 | 19 tháng 12 |
| Đồng       | Huỳnh Công Tâm Nguyễn Thị Hiền Trần Thi Phương Em                                                                        | Bi sắt                | Triple (M-1 & W-2)                          | 19 tháng 12 |
| Đồng       | Lý Ngọc Tài Mai Hữu Phước Thạch Phanara                                                                                  | Bi sắ                 | Triple (M-2 & W-1)                          | 19 tháng 12 |
| Đồng       | Lê Anh Minh | Taekwondo             | Poomsae đơn nam                             | 18 tháng 12 |
| Đồng       | Dương Thanh Tâm | Taekwondo             | Nam hạng 74 kg                              | 18 tháng 12 |
| Đồng       | Bùi Thị Thu Thảo | Điền kinh             | Chạy dài nữ                                 | 18 tháng 12 |
| Đồng       | Nguyễn Thị Oanh | Điền kinh             | 200m nữ                                     | 18 tháng 12 |
| Đồng       | Bùi Thị Xuân | Điền kinh             | Women's Javelin Throw                       | 18 tháng 12 |
| Đồng       | Đặng Anh Tuấn | Billiards and Snooker | Men's 10 Ball Pool Single                   | 18 tháng 12 |
| Đồng       | Nguyễn Thanh Kiên | Billiards and Snooker | Men's 10 Ball Pool Single                   | 18 tháng 12 |
| Đồng       | Nguyễn Tiến Minh | Cầu lông              | Đơn nam                                     | 13 tháng 12 |
| Đồng       | Vũ Thị Trang | Cầu lông              | Đơn nữ                                      | 13 tháng 12 |
| Đồng       | Sơn Thị Chanh Tha | Bi sắt                |                                             | 13 tháng 12 |
| Đồng       | Hồ Quốc Phú Thạch Tuấn Thành                                                                                             | Bi sắt                |                                             | 13 tháng 12 |
| Đồng       | Nguyễn Thành Quang | Chèo thuyền           |                                             | 13 tháng 12 |
| Đồng       | Đinh Thị Như Quỳnh | Đua xe đạp            |                                             | 13 tháng 12 |
| Đồng       | Trần Văn Long | Chèo thuyền           |                                             | 13 tháng 12 |
| Đồng       | Trần Duy Khôi | Bơi                   | 400m hỗn hợp cá nhân nam                    | 12 tháng 12 |
| Đồng       | Nguyễn Thị Mai Kiều Thị Hảo Nguyễn Thị Duyên Nguyễn Thị Lệ                                                               | Chèo thuyền           | Kayak 500m nữ                               | 12 tháng 12 |
| Đồng       | Hà Thế Long Nguyễn Văn Quang Cao Thị Cẩm Lệ Đinh Thị Như Quỳnh                                                           | Đua xe đạp            | Team Mountain Bike Cross Country(Relay)     | 12 tháng 12 |
| Đồng       | Khổng Văn Khoa | Đấu vật               | Greco nam hạng dưới 74 kg                   | 10 tháng 12 |
| Đồng       | Lưu Văn Vững Nguyễn Thanh Sang                                                                                           | Chèo thuyền           | C2 1000m nam                                | 10 tháng 12 |
| Đồng       | Phạm Sỹ Thu | Đấu vật               | Greco nam hạng dưới 60 kg                   | 9 tháng 12  |
| Đồng       | Phạm Quốc Khánh | Wushu                 | Men's NANDO                                 | 9 tháng 12  |
| Đồng       | Tô Văn Báu | Wushu                 | Men's session 2 48 kg                       | 8 tháng 12  |
| Đồng       | Hoàng Văn Cao | Wushu                 | Men's session 2 56 kg                       | 8 tháng 12  |
| Đồng       | Trần Xuân Hiệp | Wushu                 | Trường quyền nam                            | 7 tháng 12  |